# 頭骨山谷 (亞利桑那州)
頭骨山谷（英語：Skull Valley）是位於美國亞利桑那州亞瓦派縣的一個非建制地區。該地的面積和人口皆未知。

## 地理
頭骨山谷的座標為34°30′19″N 112°41′08″W / 34.50528°N 112.68556°W，而該地的平均海拔高度為1868米（即6129英尺）。